# State House (Sierra Leone)

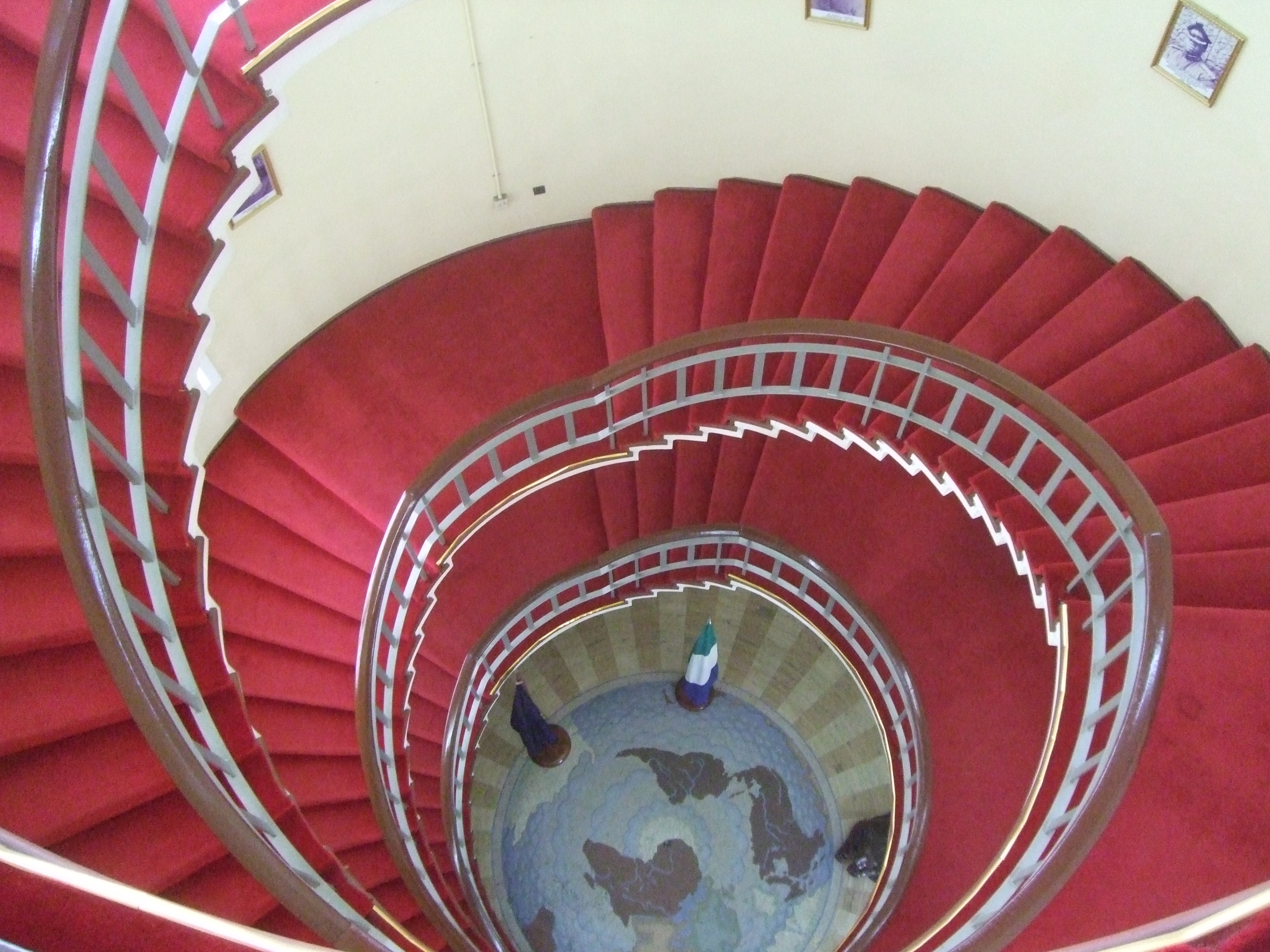
Im Staatshaus

Das State House (deutsch Staatshaus) ist der offizielle Sitz der Regierung und des Präsidenten von Sierra Leone. Es liegt am Tower Hill mit dem Parlamentsgebäude in der Hauptstadt Freetown. Das heutige Staatshaus entwickelte sich aus der Bastion des Fort Thornton, einem Nationaldenkmal Sierra Leones.
Das Gebäude wurde ab 1894 errichtet – und seitdem häufiger um- und ausgebaut – und diente zunächst als Residenz der Gouverneure. Zwischen 1961 und 1971 war es Sitz des Premierministers von Sierra Leone.

## Residenzen
In den 1980er und 1990er Jahren lebte der Präsident in der Kabassa Lodge, die 1980 nach zweijähriger Bauzeit fertiggestellt wurde. Das Gebäude befindet sich seit 2012 wieder in Privatbesitz der Familie des ersten Präsidenten Siaka Stevens. Seit den 2000er Jahren ist die State Lodge die offizielle Residenz des sierra-leonischen Präsidenten.